# Frevo
Le frevo est un genre musical carnavalesque et une danse de Recife, une ville de la région nord-est du Brésil (capitale de l'État du Pernambouc). Le mot frevo est utilisé à la fois pour la musique frevo et pour la danse frevo.

## Histoire
Le mot frevo viendrait de ferver (« bouillir » en portugais), parce que le son du frevo donnera aux auditeurs et aux danseurs l’impression de bouillir sur le sol en raison de son rythme frénétique. Le Vocabulário Pernambucano, de Pereira da Costa, indique que le « carnaval » est une période où une grande masse de personnes vont et viennent dans des directions opposées.
L'UNESCO le déclare patrimoine culturel immatériel de l'humanité en décembre 2012.

## Caractéristiques

### Genre musical
Un orchestre de frevo se compose d'une section de cuivres et d'une section rythmique, un peu à la manière des bandas du sud-ouest de la France. La section de cuivres comprend au moins une trompette, un trombone et un tuba, mais peut également accueillir saxophones et clarinettes. La section rythmique est principalement composée d'une caisse claire et d'un surdo.
Les morceaux joyeux et entraînants se jouent sur un tempo endiablé ou plus lent, l'orchestre enchaînant son répertoire principalement composé de standards du genre à toute vitesse. Les morceaux sont soit seulement instrumentaux (le plus joué est Vassourinhas) soit chantés (comme le Hino do elefante).

### Danse
Le frevo est une danse acrobatique plutôt individuelle, où la virtuosité le dispute aux contorsions. Les danseurs s'aident, pour tenir en équilibre, d'un parapluie aux couleurs de fête traditionnelles : rouge, vert, jaune, bleu et blanc. Son origine provient du parapluie qu'utilisaient les gens lors des bagarres entre blocs de carnaval. Son usage est depuis totalement pacifique.

## Lors des carnavals
Sur la genèse du frevo, le chercheur Leonardo Saldanha résume ses principales matrices, en indiquant les autres genres qui lui ont donné naissance. Selon lui, le frevo est né avec des influences de genres tels que la polka-marcha, du dobrado aria populaire et moins directement de la modinha. Au début de son développement, il est également influencé par la maxixe. Grâce à l'étiquetage de l'industrie musicale, il se popularise dans le reste du Brésil sous le nom de marcha-nortista et marcha-pernambucana. Ce n'est qu'à l'époque de l'âge d'or de la radio que ses sous-genres ont été étiquetés, son côté chanté étant appelé frevo-canção.
Nelly Carvalho et al. divisent l'histoire du carnaval en trois phases en fonction de ses caractéristiques socioculturelles. Selon les auteurs, la première phase correspond à la période allant de l'époque coloniale aux années 1850. Cette phase propose un carnaval de style lusitanien avec l'émergence du « Zé Pereira » à la fin des années 1840. La deuxième phase s'étend entre 1850 et 1920. Durant cette période, le carnaval est marqué par l'essor de fêtes calquées sur les carnavals bourgeois européens. La troisième et dernière phase, depuis 1920, avec la Proclamation de la République et l'abolition de l'esclavage, voit l'émergence de plusieurs clubs issus des classes populaires qui, malgré les incitations du gouvernement et de la presse qui privilégient le carnaval bourgeois européen, font bouillir les rues. C'est dans ce contexte qu'est né le frevo.